# Stephanie Seymour
Stephanie Michelle Seymour, född 23 juli 1968 i San Diego, Kalifornien, är en amerikansk fotomodell. Hon har bland annat varit fotomodell för Victoria's Secret.
Seymour förekommer i två av Guns N' Roses musikvideor, "Don't Cry" och "November Rain".